# 10. redovita opća skupština Biskupske sinode
Deseta redovita opća skupština Biskupske sinode održana je od 30. rujna do 27. listopada 2001. godine. Tema sinode bila je: Biskup služitelj evandelja Isusa Krista za spas svijeta.
U radu sinode biskupa sudjelovalo je 247 sinodalnih otaca. Kao predstavnici hrvatskoga episkopata sudjelovali su dubrovački biskup Želimir Puljić i vrhbosanski nadbiskup Vinko Puljić.
Dva posebna tajnika sinode bili su jedan redovnik i jedna redovnica a mešu sinodalnim stručnjacima bio je velik broj redovnika. Služeći se materijalima sa sinode papa Ivan Pavao II. objavio je apostolsku pobudnicu Pastores gregis (2003.).

### Članci
- Vukšić, Tomo. 2006. Teme i način rada generalnih biskupskih sinoda (1967.-2001.). Vrhbosnensia. Univerzitet u Sarajevu – Katolički bogoslovni fakultet. Sarajevo. 10 (1): 49–78